# Partido Independentista Puertorriqueño

Das Logo der PIP

Die Partido Independentista Puertorriqueño (PIP) (deutsch: Puerto-ricanische Unabhängigkeitspartei; englisch: Puerto Rican Independence Party) ist eine sozialdemokratische politische Partei in Puerto Rico, die sich für die Unabhängigkeit des US-amerikanischen Außengebietes von den Vereinigten Staaten einsetzt. 
Die Partei wurde am 20. Oktober 1946 gegründet und ist damit die zweitälteste Partei des Inselstaates. Ihr Vorsitzender ist Rubén Berríos Martínez. Die PIP ist Mitglied der Sozialistischen Internationale und ist derzeit (letzte Wahl 2004) mit je einem Abgeordneten im Senat sowie im Repräsentantenhaus Puerto Ricos vertreten. Für die Wahlen 2020 war Juan Dalmau der Kandidat der Partei. Er erhielt 175.402 Stimmen und belegte mit einem Rekord von 13,58 % der Stimmen den vierten Platz, das zweitbeste Wahlergebnis in der Geschichte der PIP. Da die Movimiento Victoria Ciudadana (Siegesbewegung der Bürger) 179.265 Stimmen erhält und mit 13,95 % der Stimmen den dritten Platz belegt, ist dies der größte Anteil der puerto-ricanischen Stimmen (27,53 %), der je von linken Parteien in Puerto Rico erzielt wurde.